# Blanca Marsillach
Pour les articles homonymes, voir Marsillach.
Blanca Marsillach est une actrice espagnole née en 1966 à Barcelone.

## Biographie
Elle est la fille d'Adolfo Marsillach et la sœur de Cristina Marsillach.

## Filmographie
- 1985 : El rollo de septiembre de Mariano Ozores : Alicia
- 1985 : L'Enchaîné (La gabbia) de Giuseppe Patroni Griffi : Jacqueline
- 1985 : La Chair et le Sang de Paul Verhoeven : Clara
- 1986 : El primer torero porno d'Antoni Ribas : Elisabeth
- 1986 : Plaisirs pervers ou Le Miel du Diable (Il miele del diavolo) de Lucio Fulci : Jessica
- 1987 : En penumbra de José Luis Lozano
- 1987 : La Monja alférez de Javier Aguirre
- 1987 : Une catin pour deux larrons (I picari) de Mario Monicelli : Ponzia
- 2000 : Hijos del viento de José Miguel Juárez
- 2000 : Largo de Susanna Lo : Raven Bigelow
- 2001 : La Mujer de mi vida d'Antonio del Real : Astra
- 2002 : Un lit pour quatre (El otro lado de la cama) d'Emilio Martínez-Lázaro : Monica
- 2003 : Atraco a las 3... y media de Raúl Marchand Sánchez : Carmen
- 2003 : Cosa de brujas de José Miguel Juárez : Elisa
- 2006 : G.A.L. de Miguel Courtois : Moderadora debate
- 2006 : Jour de colère (Day of Wrath) d'Adrian Rudomin : Carmen de Jaramillo